# Lijst van voetbalinterlands Chili - Peru (vrouwen)
Deze lijst van voetbalinterlands is een overzicht van alle officiële voetbalinterlands tussen de nationale vrouwenteams van Chili en Peru. De landen hebben tot nu toe acht keer tegen elkaar gespeeld.

## Wedstrijden
| № | Plaats        | Datum            | Competitie                 | Wedstrijd    | Uitslag |
| - | ------------- | ---------------- | -------------------------- | ------------ | ------- |
| 1 | Mar del Plata | 6 maart 1998     | Sudamericano Femenino 1998 | Chili − Peru | 0 − 1   |
| 2 | Lima          | 13 april 2003    | Sudamericano Femenino 2003 | Peru − Chili | 2 − 1   |
| 3 | Ambato        | 10 november 2010 | Sudamericano Femenino 2010 | Peru − Chili | 1 − 3   |
| 4 | Santiago      | 28 mei 2017      | Vriendschappelijk          | Chili − Peru | 12 − 0  |
| 5 | La Serena     | 12 april 2018    | Copa América 2018          | Peru − Chili | 0 − 5   |
| 6 | Santiago      | 1 december 2023  | Vriendschappelijk          | Chili − Peru | 1 − 0   |
| 7 | Santiago      | 5 december 2023  | Vriendschappelijk          | Chili − Peru | 6 − 0   |
| 8 | Quito         | 12 juli 2025     | Copa América 2025          | Chili − Peru | 3 − 0   |

## Samenvatting
| Competitie                           | Totaal gespeeld | Winst Chili | Gelijk | Winst Peru | Doelsaldo Chili – Peru |
| ------------------------------------ | --------------- | ----------- | ------ | ---------- | ---------------------- |
| Sudamericano Femenino / Copa América | 5               | 3           | 0      | 2          | 12 − 4                 |
| Vriendschappelijk                    | 3               | 3           | 0      | 0          | 19 − 0                 |
| Totaal                               | 8               | 6           | 0      | 2          | 31 − 4                 |